# Ralph Hasenhüttl
Ralph Hasenhüttl (Graz, 9 agosto 1967) è un allenatore di calcio ed ex calciatore austriaco, di ruolo attaccante.

## Caratteristiche tecniche

### Allenatore
Predilige il modulo 4-4-2, ma le sue squadre sono state schierate anche con la difesa a 3.

## Carriera

### Allenatore

#### RB Lipsia
Il 6 maggio 2016 viene assunto dal RB Lipsia.
Il 16 maggio 2018, al termine di una stagione in cui si è piazzato al sesto posto, viene annunciato il suo addio al club.

#### Southampton
Il 5 dicembre 2018 diventa il nuovo allenatore del Southampton, diventando il primo allenatore austriaco nella storia della Premier League. Esordisce sulla panchina dei Saints tre giorni dopo nella sfida persa in campionato in trasferta per 1-0 contro il Cardiff City. Otto giorni dopo, sempre in campionato, ottiene la sua prima vittoria contro l'Arsenal (3-2). A fine stagione conduce il club alla salvezza, arrivata matematicamente il 27 aprile 2019 a seguito del pareggio interno contro il Bournemouth (3-3).
Confermato sulla panchina dei londinesi al termine della stagione, il 14 ottobre 2019 perde per 0-9 in casa contro il Leicester City, ottenendo la sconfitta interna più grande nella storia della Premier League. Ciononostante viene confermato sulla panchina del club, scusandosi pubblicamente per la sconfitta, e raggiungendo tranquillamente la salvezza al termine della stagione piazzandosi all'undicesimo posto con 52 punti.
Nel 2020-2021 la squadra ha un buon inizio, piazzandosi anche al primo posto a novembre, e vincendo poi contro il Liverpool (1-0) campione in carica il 4 gennaio 2021. Tuttavia dopo quella vittoria la squadra ha un calo, finendo pure per perdere (in questo caso in trasferta) nuovamente per 9-0 il 2 febbraio 2021 contro il Manchester Utd, eguagliando il record negativo come sconfitta esterna (l'altro caso fu Manchester Utd-Ipswich Town 9-0 il 4 marzo 1995). Anche in questo caso viene confermato sulla panchina dei Saints, ottenendo la salvezza al termine della stagione.
Dopo avere ottenuto la salvezza anche nel 2021-2022, rimane in carica sino al 7 novembre 2022, giorno in cui viene esonerato.

#### Wolfsburg
Il 17 marzo 2024 fa ritorno in Germania diventando il nuovo tecnico del Wolfsburg. Il 4 maggio 2025 viene esonerato.

## Statistiche

### Giocatore

#### Cronologia presenze e reti in nazionale
| Cronologia completa delle presenze e delle reti in nazionale ― Austria | Cronologia completa delle presenze e delle reti in nazionale ― Austria | Cronologia completa delle presenze e delle reti in nazionale ― Austria | Cronologia completa delle presenze e delle reti in nazionale ― Austria | Cronologia completa delle presenze e delle reti in nazionale ― Austria | Cronologia completa delle presenze e delle reti in nazionale ― Austria | Cronologia completa delle presenze e delle reti in nazionale ― Austria | Cronologia completa delle presenze e delle reti in nazionale ― Austria |
| Data                                                                   | Città                                                                  | In casa                                                                | Risultato                                                              | Ospiti                                                                 | Competizione                                                           | Reti                                                                   | Note                                                                   |
| ---------------------------------------------------------------------- | ---------------------------------------------------------------------- | ---------------------------------------------------------------------- | ---------------------------------------------------------------------- | ---------------------------------------------------------------------- | ---------------------------------------------------------------------- | ---------------------------------------------------------------------- | ---------------------------------------------------------------------- |
| 17-5-1988                                                              | Reykjavík                                                              | Ungheria                                                               | 0 – 4                                                                  | Austria                                                                | Amichevole                                                             | 1                                                                      | 46’                                                                    |
| 21-8-1990                                                              | Vienna                                                                 | Austria                                                                | 1 – 3                                                                  | Svizzera                                                               | Amichevole                                                             | -                                                                      |                                                                        |
| 14-4-1992                                                              | Vienna                                                                 | Austria                                                                | 4 – 0                                                                  | Lituania                                                               | Amichevole                                                             | 1                                                                      | 81’                                                                    |
| 29-4-1992                                                              | Vienna                                                                 | Austria                                                                | 1 – 1                                                                  | Galles                                                                 | Amichevole                                                             | -                                                                      | 46’                                                                    |
| 19-5-1992                                                              | Salisburgo                                                             | Austria                                                                | 2 – 4                                                                  | Polonia                                                                | Amichevole                                                             | 1                                                                      |                                                                        |
| 2-9-1992                                                               | Linz                                                                   | Austria                                                                | 1 – 1                                                                  | Portogallo                                                             | Amichevole                                                             | -                                                                      | 81’                                                                    |
| 17-8-1994                                                              | Klagenfurt am Wörthersee                                               | Austria                                                                | 0 – 3                                                                  | Russia                                                                 | Amichevole                                                             | -                                                                      | 80’                                                                    |
| 12-10-1994                                                             | Vienna                                                                 | Austria                                                                | 1 – 2                                                                  | Irlanda del Nord                                                       | Amichevole                                                             | -                                                                      | 46’                                                                    |
| Totale                                                                 |                                                                        | Presenze                                                               | 8                                                                      |                                                                        | Reti                                                                   | 3                                                                      |                                                                        |

### Statistiche da allenatore
Statistiche aggiornate al 5 maggio 2025.
| Stagione             | Squadra              | Campionato           | Campionato | Campionato | Campionato | Campionato | Coppe nazionali | Coppe nazionali | Coppe nazionali | Coppe nazionali | Coppe nazionali | Coppe continentali | Coppe continentali | Coppe continentali | Coppe continentali | Coppe continentali | Altre coppe | Altre coppe | Altre coppe | Altre coppe | Altre coppe | Totale | Totale | Totale | Totale | % Vittorie | Piazzamento |
| Stagione             | Squadra              | Comp                 | G          | V          | N          | P          | Comp            | G               | V               | N               | P               | Comp               | G                  | V                  | N                  | P                  | Comp        | G           | V           | N           | P           | G      | V      | N      | P      | %          | Piazzamento |
| -------------------- | -------------------- | -------------------- | ---------- | ---------- | ---------- | ---------- | --------------- | --------------- | --------------- | --------------- | --------------- | ------------------ | ------------------ | ------------------ | ------------------ | ------------------ | ----------- | ----------- | ----------- | ----------- | ----------- | ------ | ------ | ------ | ------ | ---------- | ----------- |
| 2007-2008            | Unterhaching         | RL                   | 24         | 12         | 6          | 6          | CG              | -               | -               | -               | -               | -                  | -                  | -                  | -                  | -                  | -           | -           | -           | -           | -           | 24     | 12     | 6      | 6      | 50,00      | 6º          |
| 2008-2009            | Unterhaching         | 3.L                  | 38         | 20         | 7          | 11         | CG              | 1               | 0               | 0               | 1               | -                  | -                  | -                  | -                  | -                  | -           | -           | -           | -           | -           | 39     | 20     | 7      | 12     | 51,28      | 4º          |
| 2009-gen. 2010       | Unterhaching         | 3.L                  | 24         | 8          | 7          | 9          | CG              | 1               | 0               | 0               | 1               | -                  | -                  | -                  | -                  | -                  | -           | -           | -           | -           | -           | 25     | 8      | 7      | 10     | 32,00      | Eson.       |
| Totale Unterhaching  | Totale Unterhaching  | Totale Unterhaching  | 86         | 40         | 20         | 26         |                 | 2               | 0               | 0               | 2               |                    | -                  | -                  | -                  | -                  |             | -           | -           | -           | -           | 88     | 40     | 20     | 28     | 45,45      |             |
| gen.-giu. 2011       | Aalen                | RL                   | 19         | 5          | 8          | 6          | CG              | -               | -               | -               | -               | -                  | -                  | -                  | -                  | -                  | -           | -           | -           | -           | -           | 19     | 5      | 8      | 6      | 26,32      | Sub. 11º    |
| 2011-2012            | Aalen                | RL                   | 38         | 18         | 10         | 10         | CG              | -               | -               | -               | -               | -                  | -                  | -                  | -                  | -                  | -           | -           | -           | -           | -           | 38     | 18     | 10     | 10     | 47,37      | 2º (prom.)  |
| 2012-2013            | Aalen                | 2.BL                 | 34         | 12         | 10         | 12         | CG              | 2               | 1               | 0               | 1               | -                  | -                  | -                  | -                  | -                  | -           | -           | -           | -           | -           | 36     | 13     | 10     | 13     | 36,11      | 9º          |
| Totale Aalen         | Totale Aalen         | Totale Aalen         | 91         | 35         | 28         | 28         |                 | 2               | 1               | 0               | 1               |                    | -                  | -                  | -                  | -                  |             | -           | -           | -           | -           | 93     | 36     | 28     | 29     | 38,71      |             |
| 2013-2014            | Ingolstadt 04        | 2.BL                 | 24         | 9          | 10         | 5          | CG              | 1               | 0               | 0               | 1               | -                  | -                  | -                  | -                  | -                  | -           | -           | -           | -           | -           | 25     | 9      | 10     | 6      | 36,00      | 10º         |
| 2014-2015            | Ingolstadt 04        | 2.BL                 | 34         | 17         | 13         | 4          | CG              | 1               | 0               | 1               | 0               | -                  | -                  | -                  | -                  | -                  | -           | -           | -           | -           | -           | 35     | 17     | 14     | 4      | 48,57      | 1º (prom.)  |
| 2015-2016            | Ingolstadt 04        | BL                   | 34         | 10         | 10         | 14         | CG              | 1               | 0               | 0               | 1               | -                  | -                  | -                  | -                  | -                  | -           | -           | -           | -           | -           | 35     | 10     | 10     | 15     | 28,57      | 11º         |
| Totale Ingolstadt 04 | Totale Ingolstadt 04 | Totale Ingolstadt 04 | 92         | 36         | 33         | 23         |                 | 3               | 0               | 1               | 2               |                    | -                  | -                  | -                  | -                  |             | -           | -           | -           | -           | 95     | 36     | 34     | 25     | 37,89      |             |
| 2016-2017            | RB Lipsia            | BL                   | 34         | 20         | 7          | 7          | CG              | 1               | 0               | 1               | 0               | -                  | -                  | -                  | -                  | -                  | -           | -           | -           | -           | -           | 35     | 20     | 8      | 7      | 57,14      | 2º          |
| 2017-2018            | RB Lipsia            | BL                   | 34         | 15         | 8          | 11         | CG              | 2               | 1               | 0               | 1               | UCL+UEL            | 6+6                | 2+3                | 1+1                | 3+2                | -           | -           | -           | -           | -           | 48     | 21     | 10     | 17     | 43,75      | 6º          |
| Totale RB Lipsia     | Totale RB Lipsia     | Totale RB Lipsia     | 68         | 35         | 15         | 18         |                 | 3               | 1               | 1               | 1               |                    | 12                 | 5                  | 2                  | 5                  |             | -           | -           | -           | -           | 83     | 41     | 18     | 24     | 49,40      |             |
| dic. 2018-2019       | Southampton          | PL                   | 23         | 8          | 6          | 9          | FACup+CdL       | 2+0             | 0               | 2               | 0               | -                  | -                  | -                  | -                  | -                  | -           | -           | -           | -           | -           | 25     | 8      | 8      | 9      | 32,00      | Sub. 16º    |
| 2019-2020            | Southampton          | PL                   | 38         | 15         | 7          | 16         | FACup+CdL       | 3+3             | 1+2             | 1+0             | 1+1             | -                  | -                  | -                  | -                  | -                  | -           | -           | -           | -           | -           | 44     | 18     | 8      | 18     | 40,91      | 11º         |
| 2020-2021            | Southampton          | PL                   | 38         | 12         | 7          | 19         | FACup+CdL       | 5+1             | 4+0             | 0+0             | 1+1             | -                  | -                  | -                  | -                  | -                  | -           | -           | -           | -           | -           | 44     | 16     | 7      | 21     | 36,36      | 15º         |
| 2021-2022            | Southampton          | PL                   | 38         | 9          | 13         | 16         | FACup+CdL       | 4+3             | 3+1             | 0+2             | 1+0             | -                  | -                  | -                  | -                  | -                  | -           | -           | -           | -           | -           | 44     | 13     | 15     | 17     | 29,55      | 15°         |
| lug.-nov. 2022       | Southampton          | PL                   | 14         | 3          | 3          | 8          | FACup+CdL       | 0+1             | 0+1             | 0               | 0               | -                  | -                  | -                  | -                  | -                  | -           | -           | -           | -           | -           | 15     | 4      | 3      | 8      | 26,67      | Eson.       |
| Totale Southampton   | Totale Southampton   | Totale Southampton   | 151        | 47         | 36         | 68         |                 | 22              | 12              | 5               | 5               |                    | -                  | -                  | -                  | -                  |             | -           | -           | -           | -           | 173    | 59     | 41     | 73     | 34,10      |             |
| mar.-giu. 2024       | Wolfsburg            | BL                   | 8          | 4          | 0          | 4          | CG              | -               | -               | -               | -               | -                  | -                  | -                  | -                  | -                  | -           | -           | -           | -           | -           | 8      | 4      | 0      | 4      | 50,00      | Sub. 12°    |
| 2024-mag. 2025       | Wolfsburg            | BL                   | 32         | 10         | 9          | 13         | CG              | 4               | 3               | 0               | 1               | -                  | -                  | -                  | -                  | -                  | -           | -           | -           | -           | -           | 36     | 13     | 9      | 14     | 36,11      | Eson.       |
| Totale Wolfsburg     | Totale Wolfsburg     | Totale Wolfsburg     | 40         | 14         | 9          | 17         |                 | 4               | 3               | 0               | 1               |                    | -                  | -                  | -                  | -                  |             | -           | -           | -           | -           | 44     | 17     | 9      | 18     | 38,64      |             |
| Totale carriera      | Totale carriera      | Totale carriera      | 528        | 207        | 141        | 180        |                 | 36              | 17              | 7               | 12              |                    | 12                 | 5                  | 2                  | 5                  |             | -           | -           | -           | -           | 576    | 229    | 150    | 197    | 39,76      |             |

## Palmarès

### Calciatore
- Campionato austriaco: 4

Austria Vienna: 1990-1991, 1991-1992, 1992-1993
Salisburgo: 1994-1995
- Coppa d'Austria: 2

Austria Vienna: 1989-1990, 1991-1992
- Supercoppa d'Austria: 4

Austria Vienna: 1990, 1991, 1992
Salisburgo: 1994
- Supercoppa del Belgio: 1

Lierse: 1997
- 2. Fußball-Bundesliga: 1

Colonia: 1999-2000
- Fußball-Regionalliga: 1

Bayern Monaco II: 2003-2004

### Allenatore
- 2. Fußball-Bundesliga: 1

Ingolstadt: 2014-2015